# Bayswater (Metropolitano de Londres)
Bayswater é uma estação do Metropolitano de Londres na área de Bayswater da Cidade de Westminster. A estação fica nas linhas Circle e District, entre as estações Notting Hill Gate e Paddington e está na Zona 1 do Travelcard. Fica a menos de 100 m (330 ft) de distância da Estação Queensway da Central line.

## Localização
A estação está localizada na movimentada rua turística de Queensway e fica a apenas alguns metros da Bayswater Road. Fica a uma curta caminhada do Mercado de Portobello. Mais ao norte, ao longo da rua, está o local do antigo shopping center Whiteleys, que está atualmente em reforma. Também nas proximidades fica Westbourne Grove, a pista de gelo e centro de boliche da Rainha, os Kensington Gardens e a Catedral Ortodoxa Grega de Santa Sofia. Fica a menos de 100 m (330 ft) longe da estação Queensway na linha Central.

## História
A estação foi aberta pela Metropolitan Railway (MR) operada a vapor (agora a linha Metropolitan) em 1 de outubro de 1868 como Bayswater, como parte da extensão sul da ferrovia para South Kensington, onde se conectava à District Railway (DR). A construção da linha férrea, através da área já desenvolvida de Bayswater, exigiu a escavação de um túnel usando o método de cortar e cobrir: uma vala de 42 ft (13 m) a profundidade foi escavada entre muros de contenção de tijolos que foram então cobertos com arcos de tijolos para permitir o trabalho de construção acima. Grandes compensações foram feitas aos proprietários de terras afetados pelas escavações e, em Leinster Gardens a leste, as fachadas de duas casas demolidas para dar lugar à linha foram reconstruídas para restaurar a aparência de um terraço de casas.
As plataformas da estação Bayswater foram construídas na vala e providas de um telhado de vidro. Uma pequena seção da vala foi deixada sem teto a oeste da estação para permitir que a fumaça e o vapor dos trens escapassem dos túneis. Mesmo antes da conclusão em 1884 do circuito contínuo de trilhos que agora são a linha Circle, a MR e a DR operavam serviços através de Bayswater como o Inner Circle. A MR originalmente forneceu todos os trens, mas a partir de 1871, cada empresa operou metade do serviço.
Em 1905, para melhorar as condições nos túneis e estações e aumentar as frequências de serviço, a MR eletrificou as vias através de Bayswater e, em conjunto com o DR, em todo o Inner Circle e na maior parte dos seus percursos. Os trens elétricos começaram a funcionar em 1º de julho de 1905, mas a má coordenação do trabalho de instalação da MR com a DR levou a interrupções por vários meses.
Em 1 de novembro de 1926, a linha District iniciou um serviço entre Edgware Road e Putney Bridge e a estação também foi renomeada para Bayswater (Queen's Road) & Westbourne Grove.  A partir desta data, o MR operou todos os serviços do Inner Circle, exceto alguns serviços de domingo operados pela linha District. A estação foi então renomeada novamente para Bayswater (Queen's Road) em 1933. Em 1946, foi renomeado para Bayswater (Queensway), mas o sufixo foi gradualmente abandonado. Em 1949, o serviço foi identificado separadamente no mapa do metrô como a linha Circle pela primeira vez.
A estação foi reformada pela Metronet em 2006.

## Serviços e conexões

### Serviços

#### Circle line
O serviço típico fora de pico em trens por hora (tph) é:
- 6tph no sentido horário para Edgware Road via Paddington (Praed Street)[14][15]
- 6tph no sentido anti-horário para Hammersmith via High Street Kensington e Victoria[14][16]

#### District line
O serviço típico fora de pico em trens por hora (tph) é:
- 6tph sentido leste para Edgware Road[17][18]
- 6tph sentido oeste para Wimbledon[17][19]

Há também um serviço matinal todos os dias de Acton Town (Ealing Broadway aos sábados) para Edgware Road e um serviço noturno de Edgware Road para Ealing Broadway apenas aos domingos.

### Conexões
As linhas de ônibus de Londres 7, 23, 27, 36 e 70, e a linha noturna N7 servem a estação. Além disso, as linhas de ônibus 23, 27 e 36 oferecem um serviço de ônibus 24 horas.

## Incidentes
Em novembro de 2017, um homem de 29 anos tentou matar um homem de 55 anos, empurrando-o na frente de um trem da linha District que estava chegando à plataforma. No entanto, a vítima sobreviveu adotando uma posição fetal entre os trilhos enquanto o trem passava por cima dele.

## Na cultura popular
A estação de metrô Bayswater é o tema de uma pintura de Walter Sickert datada de 1916, mostrando a placa da plataforma onde se lê 'Queen's Road (Bayswater)' ao lado de um grande anúncio da loja de departamentos de Whiteley. A estação foi posteriormente renomeada para Bayswater,  para evitar confusão com a estação Queensway, que também foi chamada de 'Queen's Road' até 1946.
Whitely's teve uma menção no filme de 1964 My Fair Lady, estrelado por Audrey Hepburn e Rex Harrison, quando o professor Higgins perguntou ao coronel. Escolhendo onde ir para vestir uma dama da moda, "por que ir ao Whitely's of Bayswater, é claro".